# Pablo Vaquero
Pablo Martínez Vaquero (Oviedo, 1966) es un periodista español. Desde 2001 es redactor y presentador de los Servicios Informativos del Centro Territorial de Televisión Española (TVE) de Asturias. Durante las décadas de los años 80 y 90 trabajó en varias cadenas de radio y televisión regionales y estatales además de en redacciones de diarios asturianos como La Voz de Asturias o La Nueva España, entre otras publicaciones y periódicos. Experto en deportes y especializado en fútbol trabajó como periodista deportivo para varias publicaciones y el programa de Radio Nacional de España (RNE) y Radio Exterior de España (REE) “Tablero Deportivo” bajo la dirección de Juan Manuel Gozalo. Cursó estudios de Periodismo Audiovisual en el Instituto Oficial de Radio y Televisión de Madrid y estudios superiores de Geografía e Historia en su Asturias natal y la UNED.
En su juventud fue redactor de varios "fanzines undergrounds" y guitarrista y vocalista del grupo de estilo mod años 60 Los Murciélagos. Ha compuesto canciones para varios artistas y colaborado en directo con grupos como Los Flechazos y Avalanch.
Es autor de los libros “Leitmotiv” (Ed. Charada, 1996), “¡Ahora!, no mañana” (Editorial Milenio, Lérida, 2009) y "Negroscuro" (Editorial Milenio, Lérida, 2019), obras de contenido sociológico e histórico que le han llevado a ofrecer ponencias en la Universidad Complutense de Madrid, la Universidad de Salamanca o el Ateneo de Málaga, entre otras instituciones y espacios culturales. También es autor de dos obras teatrales estrenadas. Escribe para publicaciones culturales.
- Datos: Q6056537